# Missionarinnen der Nächstenliebe

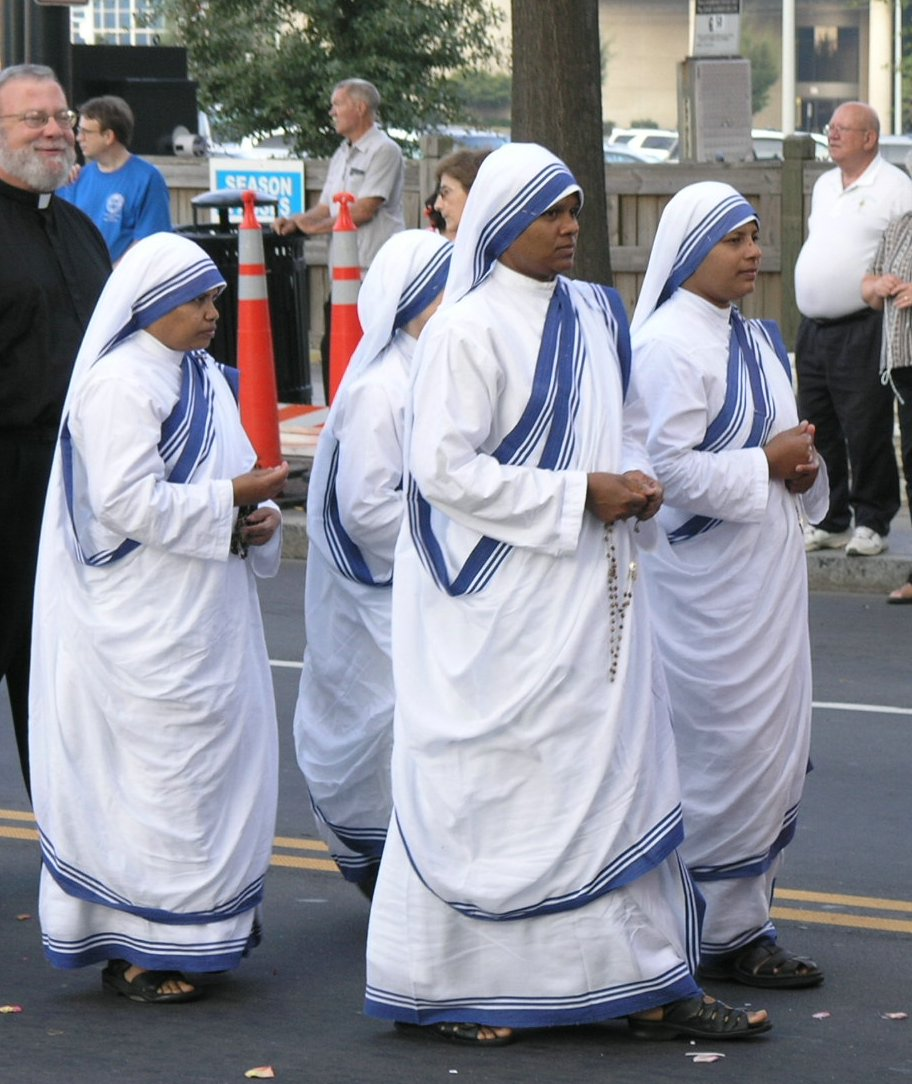
Missionarinnen der Nächstenliebe

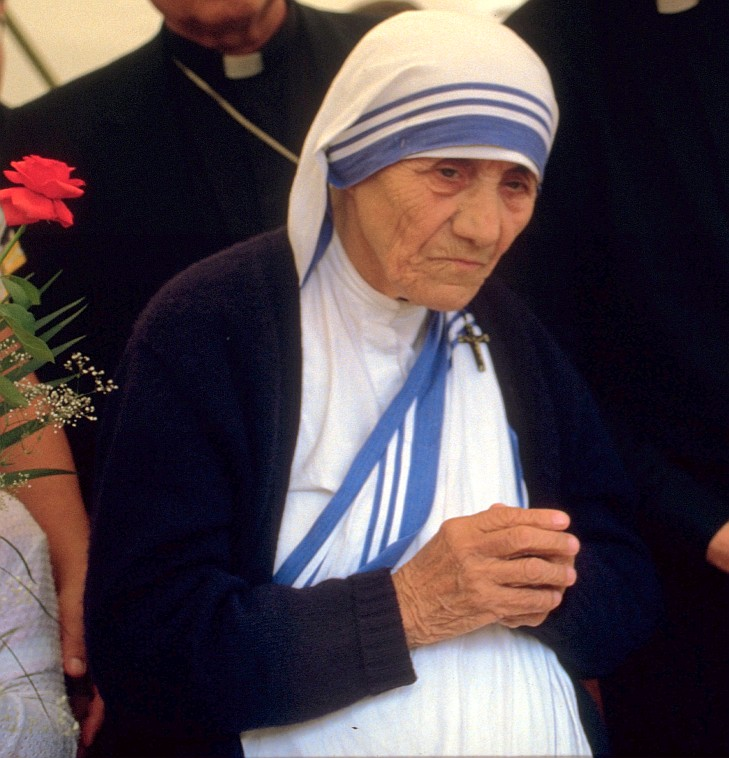
Mutter Teresa

Die Missionarinnen der Nächstenliebe sind eine Ordensgemeinschaft in der römisch-katholischen Kirche, die von Mutter Teresa zusammen mit zwölf Schwestern in Kalkutta gegründet wurde. Die Schwestern verpflichten sich zu einem Leben nach den evangelischen Räten, Armut, Ehelosigkeit und Gehorsam. 

## Geschichte
Mutter Teresa, die Gründerin der Kongregation, trat im Alter von 18 Jahren beim irischen Zweig der Loretoschwestern, einer unterrichtenden Kongregation, ein. Die Ordensschwestern engagierten sich damals besonders in der Mission in Indien. Im Jahr 1928 übernahm Sr. Teresa ihre erste Tätigkeit in Bengalen und legte in Kalkutta die Profess ab. Bis 1945 arbeitete Sr. Teresa dort als Lehrerin und begann dann mit der Krankenpflege und Fürsorge für die Ärmsten in Kalkutta. Nach anfänglichen Schwierigkeiten wurde die neue Gemeinschaft als Kongregation päpstlichen Rechts im Jahr 1950 von der Kirche anerkannt. Am 1. Februar 1965 erteilte Papst Paul VI. dem Orden das Decretum laudis. Die Ordensgemeinschaft leistet Dienst an den Armen und ist nahezu auf der ganzen Welt verbreitet. Mehr als 5000 Schwestern arbeiten in ca. 135 Ländern, die Kongregation unterhält 710 Häuser. Darunter sind Heime für Sterbende, Lepra- oder Aidskranke, Obdachlose und Kinder.

## Aufnahme in die Ordensgemeinschaft
Kandidatinnen, die bei den Missionarinnen der Nächstenliebe eintreten wollen, sollten zwischen 18 und 35 Jahre alt sein. Sie durchlaufen eine sechsmonatige Zeit als Vorbereitung auf die Kandidatur, dann eine Zeit als Aspirantin (Kandidatur), die ebenfalls ein halbes Jahr dauert. Es schließt sich ein einjähriges Postulat an, danach wird die Kandidatin Novizin. Das Noviziat dauert zwei Jahre, dann folgt die Ablegung der zeitlichen Gelübde, bevor ein paar Jahre später die ewigen Gelübde erfolgen.

## Ordenstracht
Die Ordenstracht folgt der mehr zufällig gewählten einfachen Kleidung der Ordensgründerin und besteht aus einem weißen Baumwoll-Sari mit drei blauen Bordüren. Die weiße Farbe des Stoffes steht für „Wahrheit“ und „Reinheit“; die drei blauen Randstreifen werden als „Armut“, „Gehorsam“ und „Keuschheit“ interpretiert. Als Unterkleidung tragen die Frauen nicht das bei Saris ansonsten übliche kurzärmelige Choli-Jäckchen, sondern ein langärmeliges Hemd. Über der linken Schulter ist ein Kreuz eingenäht. Novizinnen tragen einen rein weißen Sari ohne die blauen Bordüren. Jede Schwester hat nur drei Saris; diese werden – oft von Lepra-Kranken – in ordenseigenen Webereien hergestellt.

## Ordensoberinnen
Die erste Ordensoberin war Mutter Teresa. Nach ihr leitete ab 1997 ihre langjährige Assistentin Schwester Mary Nirmala Joshi die Gemeinschaft. Am 24. März 2009 wurde Schwester Mary Prema Pierick, eine gebürtige Deutsche, zur neuen Ordensoberin gewählt. Seit April 2022 ist Schwester Mary Joseph Michael die neue Ordensoberin.

## Deutschland
Im Jahr 1979 gründeten Schwestern Mutter Teresas die erste deutsche Niederlassung in Essen. Weitere Häuser entstanden in Berlin-Kreuzberg, Chemnitz, Mannheim, Hamburg, München und Frankfurt am Main. 